# Yossi Reshef
Yossi Reshef (geb. 26. April 1973 in Jaffa, Israel) ist ein klassischer Konzertpianist, Pädagoge und Dirigent. Seit 2010 lebt er in Berlin, Deutschland. Er ist Gründer und künstlerischer Leiter der Berliner Klavierfesttage und seine Aufnahmen und Auftritte finden weltweite Anerkennung und Beachtung. Reshefs musikalischer Fokus liegt auf den Kompositionen Beethovens, Dvořák, Brahms, Schumanns und Liszts.

## Ausbildung
Reshef studierte bei Pnina Salzman (Schülerin von Alfred Cortot und Arthur Rubinstein) an der Musikuniversität in Tel Aviv, woraufhin er in Los Angeles an der University of Southern California promovierte. Während dieser Zeit wurde er zum persönlichen Lehrassistent seines Professors Norman Krieger ernannt. Zusätzlich zu seinem Klavierstudium erhielt Reshef eine Ausbildung im Dirigieren bei John Barnett, Hans Beer und Kenneth Kiesler.

## Karriere
Reshef ist tätig als Solist, Kammermusiker, Dirigent und Pädagoge. Solokonzerte, Kammermusik, Orchestertouren und Festivals führten ihn in seiner pianistischen Laufbahn quer durch Europa, Asien, die Vereinigten Staaten und Afrika. Yossi Reshef ist Gründer und Künstlerischer Leiter des „Klavier am Rhein Festival“ und der Berliner Klavierfesttage, die jährlich renommierte Künstler und Künstlerinnen aus aller Welt zu Konzerten, Meisterkursen und Auftritten in Berlins namhaftesten Konzerthallen, wie der Berliner Philharmonie, dem Konzerthaus Berlin und der Universität der Künste Berlin einladen.
Reshef konzertierte in seiner Laufbahn in einigen der renommiertesten Konzerthallen wie der Carnegie Hall in NY und arbeitete mit zahlreichen Orchestern zusammen, darunter dem Philippinischen Philharmonie Orchester, die Bath Philharmonia (UK), dem India Symphony Orchestra und der Aserbaidschanischen Staatsphilharmonie.

## Pädagogische Tätigkeit
Im Anschluss zu seiner Promotion wurde Reshef Professor für Kammermusik an dem Apple-Hill-Center for Chamber Music und erhielt eine Gastprofessur für Klavier an der University of Puget Sound in Tacoma, Washington. 2010 eröffnete Yossi Reshef sein eigenes Studio in Berlin, in welchem er in den letzten Jahren mit zahlreichen jungen Pianisten arbeitete und sie auf internationale Wettbewerbe vorbereitete. Reshef ist aktives Fakultätsmitglied des Musicfest Perugias, des Yablonsky Music Institutes und der Tel-Hai International Piano Masterclasses. Zahlreiche Meisterkurse führten Yossi Reshef in der Vergangenheit an renommierte Institutionen, wie das Gnessin Konservatorium in Moskau, die Lodz Akademie in Polen, die Universität der Künste Berlin, die Cape Town Music University und viele weitere weltweit führende Musikinstitutionen.

## Musikalische Interpretation und Forschung
Reshef legt großen Wert darauf, jedem Detail der Partitur höchste Bedeutung beizumessen, um ein tiefgehendes Verständnis für Struktur, die technischen Feinheiten, die facettenreiche Klangwelt, sowie den charakteristischen Ausdruck eines Werkes zu entwickeln. In den vergangenen Jahren widmete er sich intensiv den Kompositionen Schumanns, Dvoraks, Brahms, Liszts und Beethovens, aber auch moderner Musik. Er ist der festen Überzeugung, dass das umfassende Verständnis vieler Werke eines Komponisten, der Schlüssel dafür ist, wie dessen Musik zu interpretieren ist. In eigenen Veröffentlichungen und Artikeln, wie „Teaching piano and how we perceive the instrument “ gibt Reshef Einblicke in seine Auffassung und Auseinandersetzung mit Musik und Pädagogie. Ein jüngster Teil Reshefs Arbeit, ist die Auseinandersetzung mit künstlicher Intelligenz in der Musik, welcher in der 2026 Edition der Berliner Klavierfesttage, ein spezieller Thementag gewidmet werden soll.

## Auszeichnungen und Stipendien
Reshef erhielt zahlreiche internationale Auszeichnungen, darunter:
- America Israel Cultural Foundation Excellency Preis[5]
- Zilbermann Preis für die beste Interpretation israelischer Klaviermusik
- Rubin Academy Wettbewerb (2. Preis)
- Apple Hill: Piano for Peace Preis
- John Green Endowed Stipendium
- Ann and Gordon Getty Stipendium
- Dean’s Excellency Award for Achievements in Music Studies
- John Tesh Scholar
- Alice Ray Catalyne Music Stipendium in Piano
- David Nowakowsky Music Stipendium
- Michael Feinstein Music Stipendium
- Full Tuition Dean’s Stipendium
- Academic Achievement Award
- Pi Kappa Lambda, Initiation
- Adele Marcus Foundation Music Stipendium

## Diskografie

### Alben
- Schumann, Chopin & Beethoven
- Four Paintings by Leestemaker, Three Scenes of Childhood (Vincent Ho, Skylark Press)
- Concerto pour Percussions et Deux Pianos (Ami Maayani, FONS-IMP)

### Singles
- Yossi Reshef spielt Dvorak: Poetic Tone Pictures Op. 85 I - Twilight Way[6]
- Yossi Reshef spielt Liszt: Paganini Etude No. 2[7]

## Filmografie
- “Yossi” (ein kurzer Dokumentarfilm von Andrew W. Chan)
- 2006 “Without Paris”
- 2008 “Ivory”
- 2010 „Komponist“